# NGC 1277
NGC 1277 is een spiraalvormig sterrenstelsel in het sterrenbeeld Perseus. Het hemelobject ligt ongeveer 220 miljoen lichtjaar van de Aarde verwijderd en werd op 4 december 1875 ontdekt door de Ierse astronoom Lawrence Parsons.
In november 2012 werd in het relatief kleine sterrenstelsel met behulp van de Hobby-Eberly-telescoop een gigantisch zwart gat aangetroffen, het op een na grootste ooit ontdekt. Daarmee zou dit zwarte gat 17 miljard keer zwaarder zijn dan de Zon. Een nieuwere studie uit 2016 toonde echter aan dat de massa van het zwarte gat slechts 1,2 miljard keer zwaarder zou zijn dan de Zon.
In 2018 werd door middel van spectroscopisch onderzoek ontdekt dat er geen stervorming meer plaatsvindt in het sterrenstelsel. Het sterrenstelsel bestaat louter uit oude sterren, die miljarden jaren geleden zijn ontstaan.
In 2023 ontdekte een team wetenschappers eveneens door spectroscopisch onderzoek dat het stelsel nauwelijks donkere materie bevat, hetgeen niet overeenstemt met de huidige kosmologische modellen. Twee mogelijke verklaringen hiervoor zouden kunnen zijn dat door gravitationele interactie van het stelsel met de omgeving de donkere materie is verdwenen of dat de donkere materie al is verdwenen tijdens de vorming van het stelsel. Het team vindt echter geen van deze verklaringen volledig bevredigend.

## Synoniemen
- PGC 12434
- MCG 7-7-64
- ZWG 540.104